# Automobilklub Wielkopolski
Automobilklub Wielkopolski – polskie stowarzyszenie powstałe w 1923 w celu popularyzowania sportu i turystyki motorowej, podnoszenia kultury motoryzacyjnej i bezpieczeństwa ruchu drogowego oraz niesienia pomocy osobom poszkodowanym w wypadkach komunikacyjnych. Siedzibą władz Automobilklubu jest Poznań.
Przed 1939 prezesem automobilklubu był ppłk Rudolf Kostecki.
Automobilklub Wielkopolski prowadzi m.in.:
- Tor Poznań,
- Muzeum Motoryzacji w Poznaniu (w 2012 zawiesiło działalność).